# Чамисо
Чамисо (исп. Chamizo) — населённый пункт сельского типа на юге центральной части Уругвая, в департаменте Флорида.

## География
Расположен на пересечении шоссе № 6 с трассой № 94, в 35 км от административного центра департамента, города Флорида, и примерно в 87 км от столицы страны, Монтевидео.

## История
21 ноября 1931 года получил статус села (Pueblo) согласно указу № 8.796..

## Население
По данным на 2011 год население составляет 540 человек
| Год  | Население |
| ---- | --------- |
| 1963 | 474       |
| 1975 | 533       |
| 1985 | 447       |
| 1996 | 442       |
| 2004 | 587       |
| 2011 | 540       |

Источник: Instituto Nacional de Estadística de Uruguay